# AsiaWorld–Arena
A AsiaWorld–Arena (em chinês: 亞洲國際博覽館 Arena, pertencente ao Espaço 1 da  AsiaWorld–Expo) é o maior local de entretenimento do tipo sentado em Hong Kong. Possui uma área total de 10.880 mil metros quadrados, com a capacidade máxima de 14,000 mil lugares / 16,000 mil em pé + assentos. Está localizado próximo ao Aeroporto Internacional de Hong Kong. O local recebe diversos concertos, eventos esportivos e outros tipos de eventos de entretenimento.

## Entretenimento

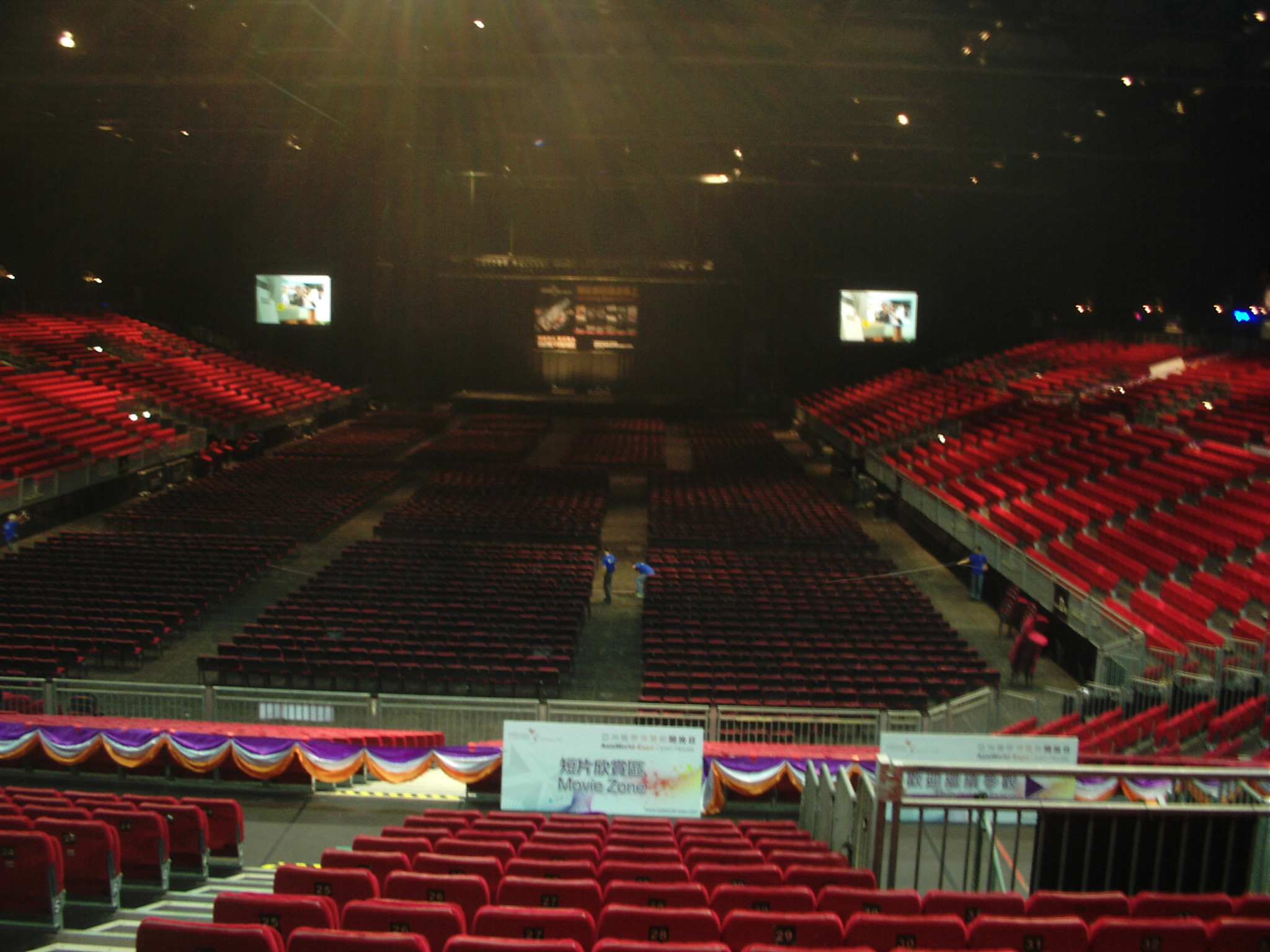
Imagem da arena.

A AsiaWorld–Arena tem sido o local mais popular de concertos de Hong Kong, desde a sua abertura em 21 de dezembro de 2005, com apresentações de artistas locais, regionais e internacionais.
| Eventos realizados na AsiaWorld–Arena | Eventos realizados na AsiaWorld–Arena | Eventos realizados na AsiaWorld–Arena                 |
| Data                                  | Artista                               | Evento                                                |
| 2006                                  | 2006                                  | 2006                                                  |
| ------------------------------------- | ------------------------------------- | ----------------------------------------------------- |
| 25 de fevereiro                       | Oasis                                 | Don't Believe the Truth Tour                          |
| 13 de julho                           | Coldplay                              | Twisted Logic Tour                                    |
| 16 de julho                           | The Black Eyed Peas                   | Monkey Business Tour                                  |
| 9 de setembro                         | Westlife                              | Face to Face Tour                                     |
| 2007                                  |                                       |                                                       |
| 3 de março                            | Muse                                  | Black Holes and Revelations Tour                      |
| 3 de julho                            | Christina Aguilera                    | Back to Basics Tour                                   |
| 30 de julho                           | The Cure                              | 4 Play Tour                                           |
| 16 de agosto                          | Gwen Stefani                          | The Sweet Escape Tour                                 |
| 20 de novembro                        | Linkin Park                           | Minutes to Midnight World Tour                        |
| 2008                                  |                                       |                                                       |
| 29 de janeiro                         | My Chemical Romance                   | The Black Parade World Tour                           |
| 20 de fevereiro                       | Disney on Ice                         | Princess Wishes World Tour                            |
| 21 de fevereiro                       | Disney on Ice                         | Princess Wishes World Tour                            |
| 22 de fevereiro                       | Disney on Ice                         | Princess Wishes World Tour                            |
| 28 de fevereiro                       | Björk                                 | Volta Tour                                            |
| 29 de fevereiro                       | Backstreet Boys                       | Unbreakable Tour                                      |
| 19 de março                           | Maroon 5                              | It Won't Be Soon Before Long Tour                     |
| 20 de maio                            | Elton John                            | Rocket Man: Greatest Hits Live                        |
| 29 de julho                           | Alicia Keys                           | As I Am Tour                                          |
| 5 de agosto                           | Simple Plan                           | Live N' Loud Tour                                     |
| 18 de agosto                          | Avril Lavigne                         | The Best Damn Tour                                    |
| 20 de setembro                        | Ayumi Hamasaki                        | ayumi hamasaki ASIA TOUR                              |
| 21 de setembro                        | Ayumi Hamasaki                        | ayumi hamasaki ASIA TOUR                              |
| 27 de novembro                        | Kylie Minogue                         | KylieX2008                                            |
| 2009                                  |                                       |                                                       |
| 25 de março                           | Coldplay                              | Viva la Vida Tour                                     |
| 1 de abril                            | Sarah Brightman                       | The Symphony World Tour                               |
| 7 de abril                            | Oasis                                 | Dig Out Your Soul Tour                                |
| 18 de setembro                        | Super Junior                          | Super Show 2 Tour                                     |
| 12 de dezembro                        | SS501                                 | Persona tour                                          |
| 2010                                  |                                       |                                                       |
| 16 de janeiro                         | Green Day                             | 21st Century Breakdown World Tour                     |
| 6 de fevereiro                        | Muse                                  | The Resistance Tour                                   |
| 10 de maio                            | Deep Purple                           | Rapture of the Deep tour                              |
| 29 de julho                           | Slash                                 | 2010 - 2011 World Tour                                |
| 3 de dezembro                         | Gorillaz                              | Escape to Plastic Beach Tour                          |
| 11 de dezembro                        | Luna Sea                              | 20th Anniversary World Tour Reboot                    |
| 2011                                  |                                       |                                                       |
| 18 de fevereiro                       | Eric Clapton                          | —                                                     |
| 21 de fevereiro                       | Taylor Swift                          | Speak Now World Tour                                  |
| 4 de março                            | Faye Wong                             | Faye Wong Tour                                        |
| 5 de março                            | Faye Wong                             | Faye Wong Tour                                        |
| 6 de março                            | Faye Wong                             | Faye Wong Tour                                        |
| 10 de março                           | Faye Wong                             | Faye Wong Tour                                        |
| 11 de março                           | Faye Wong                             | Faye Wong Tour                                        |
| 7 de maio                             | Avril Lavigne                         | Black Star Tour                                       |
| 13 de maio                            | Justin Bieber                         | My World Tour                                         |
| 24 de maio                            | Maroon 5                              | Hands All Over Tour                                   |
| 26 de junho                           | Yui                                   | YUI LIVE 2011 〜Hong Kong HOTEL HOLIDAYS IN THE SUN〜 |
| 14 de agosto                          | Paramore                              | Brand New Eyes World Tour                             |
| 6 de setembro                         | Linkin Park                           | A Thousand Suns World Tour                            |
| 27 de setembro                        | Westlife                              | Gravity Tour                                          |
| 2012                                  |                                       |                                                       |
| 10 de janeiro                         | Simple Plan                           | Get Your Hearts On Tour                               |
| 15 de janeiro                         | Girls' Generation                     | Girls' Generation Tour                                |
| 21 de fevereiro                       | Evanescence                           | Evanescence Tour                                      |
| 3 de março                            | Westlife                              | Greatest Hits Tour                                    |
| 3 de março                            | L'Arc~en~Ciel                         | 2012 World Tour                                       |
| 14 de março                           | Duran Duran                           | The All You Need Is Now Tour                          |
| 2 de maio                             | Lady Gaga                             | Born This Way Ball                                    |
| 3 de maio                             | Lady Gaga                             | Born This Way Ball                                    |
| 5 de maio                             | Lady Gaga                             | Born This Way Ball                                    |
| 7 de maio                             | Lady Gaga                             | Born This Way Ball                                    |
| 18 de maio                            | Jacky Cheung                          | 1/2 Century World Tour                                |
| 19 de maio                            | Jacky Cheung                          | 1/2 Century World Tour                                |
| 20 de maio                            | Jacky Cheung                          | 1/2 Century World Tour                                |
| 22 de maio                            | Jacky Cheung                          | 1/2 Century World Tour                                |
| 23 de maio                            | Jacky Cheung                          | 1/2 Century World Tour                                |
| 25 de maio                            | Jacky Cheung                          | 1/2 Century World Tour                                |
| 26 de maio                            | Jacky Cheung                          | 1/2 Century World Tour                                |
| 27 de maio                            | Jacky Cheung                          | 1/2 Century World Tour                                |
| 29 de maio                            | Jacky Cheung                          | 1/2 Century World Tour                                |
| 30 de maio                            | Jacky Cheung                          | 1/2 Century World Tour                                |
| 23 de junho                           | —                                     | Music Bank World Tour                                 |
| 24 de junho                           | Jason Mraz                            | iTunes Live in Hong Kong 2012                         |
| 24 de julho                           | The Stone Roses                       | —                                                     |
| 4 de agosto                           | Snow Patrol                           | Fallen Empires Tour                                   |
| 27 de setembro                        | Maroon 5                              | Overexposed Tour                                      |
| 27 de outubro                         | SHINee                                | —                                                     |
| 4 de novembro                         | Chicago                               | —                                                     |
| 13 de novembro                        | LMFAO                                 | Sorry for Party Rocking Tour                          |
| 28 de novembro                        | Jennifer Lopez                        | Dance Again World Tour                                |
| 8 de dezembro                         | BIGBANG                               | Alive Galaxy Tour                                     |
| 9 de dezembro                         | BIGBANG                               | Alive Galaxy Tour                                     |
| 10 de dezembro                        | BIGBANG                               | Alive Galaxy Tour                                     |
| 2013                                  |                                       |                                                       |
| 19 de janeiro                         | TVXQ                                  | Catch Me: Live World Tour                             |
| 16 de março                           | Namie Amuro                           | namie amuro ASIA TOUR 2013                            |
| 6 de maio                             | Blur                                  | —                                                     |
| 10 de maio                            | CN Blue                               | Blue Moon World Tour                                  |
| 11 de maio                            | CN Blue                               | Blue Moon World Tour                                  |
| 17 de maio                            | G-Dragon                              | One of a Kind World Tour                              |
| 18 de maio                            | G-Dragon                              | One of a Kind World Tour                              |
| 8 de junho                            | Shinhwa                               | Grand Tour: The Classic                               |
| 15 de junho                           | Super Junior                          | Super Show 5 Tour                                     |
| 16 de junho                           | Super Junior                          | Super Show 5 Tour                                     |
| 10 de agosto                          | T-ara                                 | It's T-ara Time Live in Hong Kong 2013                |
| 11 de agosto                          | Air Supply                            | Live in Hong Kong 2013                                |
| 13 de agosto                          | The Smashing Pumpkins                 | Live in Hong Kong 2013                                |
| 13 de agosto                          | Linkin Park                           | Living Things World Tour                              |
| 18 de agosto                          | Infinite                              | 2013 Infinite 1st World Tour ‘ONE GREAT STEP’         |
| 22 de agosto                          | Cirque du Soleil                      | The Immortal World Tour                               |
| 23 de agosto                          | Cirque du Soleil                      | The Immortal World Tour                               |
| 24 de agosto                          | Cirque du Soleil                      | The Immortal World Tour                               |
| 25 de agosto                          | Cirque du Soleil                      | The Immortal World Tour                               |
| 24 de setembro                        | The Killers                           | Battle Born World Tour                                |
| 9 de novembro                         | Girls' Generation                     | Girls' Generation World Tour - Girls & Peace          |
| 10 de novembro                        | Girls' Generation                     | Girls' Generation World Tour - Girls & Peace          |
| 22 de novmebro                        | Mnet Asian Music Awards               |                                                       |
| 2014                                  |                                       |                                                       |
| 12 de janeiro                         | James Blunt                           | Moon Landing Tour                                     |
| 23 de janeiro                         | Sarah Brightman                       | Dreamchaser World Tour                                |
| 13 de fevereiro                       | Avril Lavigne                         | The Avril Lavigne Tour                                |
| 20 de março                           | Macklemore & Ryan Lewis               | —                                                     |
| 22 de março                           | 2NE1                                  | AON: All Or Nothing World Tour                        |
| 29 de março                           | Bruno Mars                            | Moonshine Jungle Tour                                 |
| 30 de março                           | Bruno Mars                            | Moonshine Jungle Tour                                 |
| 1 de junho                            | Exo                                   | Exo from Exoplanet: The Lost Planet                   |
| 2 de junho                            | Exo                                   | Exo from Exoplanet: The Lost Planet                   |
| 26 de setembro                        | Pet Shop Boys                         | Electric Tour                                         |
| 8 de novembro                         | Super Junior                          | Super Show 6 Tour                                     |
| 3 de dezembro                         | —                                     | Mnet Asian Music Awards                               |
| 2015                                  |                                       |                                                       |
| 14 de fevereiro                       | 2PM                                   | GO CRAZY Tour                                         |
| 18 de março                           | One Direction                         | On the Road Again Tour                                |
| 27 de março                           | Jason Mraz                            | An Acoustic Evening With Jason Mraz And Raining Jane  |
| 12 de junho                           | BIGBANG                               | Made World Tour                                       |
| 13 de junho                           | BIGBANG                               | Made World Tour                                       |
| 14 de junho                           | BIGBANG                               | Made World Tour                                       |
| 15 de agosto                          | EXO                                   | Exo Planet 2 - The Exo'luxion World Tour              |
| 16 de agosto                          | EXO                                   | Exo Planet 2 - The Exo'luxion World Tour              |
| 23 de agosto                          | Imagine Dragons                       | Smoke and Mirrors Tour                                |
| 28 de agosto                          | Muse                                  | Drones World Tour                                     |
| 4 de setembro                         | Maroon 5                              | Maroon V Tour                                         |
| 2 de dezembro                         | —                                     | Mnet Asian Music Awards                               |
| 2016                                  |                                       |                                                       |
| 17 de fevereiro                       | Madonna                               | Rebel Heart Tour                                      |
| 18 de fevereiro                       | Madonna                               | Rebel Heart Tour                                      |
| 7 de maio                             | iKON                                  | iKONcert 2016: Showtime Tour                          |
| 22 de julho                           | BIGBANG                               | Made V.I.P Tour                                       |
| 23 de julho                           | BIGBANG                               | Made V.I.P Tour                                       |
| 24 de julho                           | BIGBANG                               | Made V.I.P Tour                                       |
| 30 de julho                           | Got7                                  | Fly Tour                                              |
| 28 de setembro                        | Queen + Adam Lambert                  | 2016 Summer Festival Tour                             |
| 2017                                  |                                       |                                                       |
| 20 de janeiro                         | Metallica                             | WorldWired Tour                                       |
| 11 de fevereiro                       | EXO                                   | Exo Planet 3 – The Exo'rdium                          |
| 13 de maio                            | BTS                                   | Live Trilogy Episode III: The Wings Tour              |
| 14 de maio                            | BTS                                   | Live Trilogy Episode III: The Wings Tour              |
| 20 de maio                            | SHINee                                | Shinee World V                                        |
| 27 de junho                           | Britney Spears                        | Britney: Live in Concert                              |
| 1 de julho                            | Got7                                  | Global Fanmeeting Hong Kong 2017                      |
| 25 de agosto                          | G-Dragon                              | Act III: M.O.T.T.E World Tour                         |
| 26 de agosto                          | G-Dragon                              | Act III: M.O.T.T.E World Tour                         |
| 19 de setembro                        | OneRepublic                           | Honda Civic Tour                                      |
| 21 de setembro                        | Ariana Grande                         | Dangerous Woman Tour                                  |

## Outros eventos
A Arena também foi anfitriã da Celebração de dez anos de aniversário da Phoenix Satellite Television e da Miss Chinese Cosmos Pageant, bem como de competições esportivas como o K-1 World Grand Prix de 2007 e o campeonato da IDSF Asian Pacific DanceSport de 2008.